# Ivan Kolev (generale)
Ivan Kolev Stoyanov (in bulgaro Иван Колев Стоянов?; Banovka, 15 settembre 1863 – Vienna, 29 luglio 1917) è stato un tenente generale bulgaro, illustre comandante di cavalleria durante la prima guerra mondiale.

## Biografia
Ivan Kolev nacque a Banovka un villaggio della Bessarabia allora parte della Romania, fondato da profughi bulgari provenienti dalla Tracia e situato a circa 25 chilometri a est di Bolhrad. Ivan ricevette la sua istruzione elementare nella città natale e si diplomò nel 1882. La sua intenzione era quella di diventare un insegnante a Banovka, ma dopo il rifiuto da parte dell'amministrazione scolastica, ripiegò su un impiego comunale.
Nel 1884 si trasferì a Sofia, capitale della Bulgaria, dove lavorò come assistente segretario del tribunale distrettuale di Sofia venendo presto promosso segretario. Il 6 ottobre 1885 il principato di Bulgaria e la Rumelia orientale, una provincia autonoma dell'Impero ottomano, dichiararono la propria unificazione e Kolev si arruolò come volontario nell'esercito bulgaro per combattere nella guerra serbo-bulgara.
Il 14 gennaio 1886 fu ammesso alla Scuola Militare di Sofia e, per il merito scolastico, il giovane cadetto fu diretto a studiare nella sezione di artiglieria. L'artiglieria però non era la sua specializzazione preferita, poiché Kolev amava cavalcare e dichiarò che avrebbe lasciato il servizio militare a meno che non fosse stato assegnato alla cavalleria. Ottenuto ciò che desiderava, si diplomò alla Scuola Militare il 27 aprile 1887 come tenente e fu assegnato al Terzo Reggimento di Cavalleria. Il 18 maggio 1890 fu promosso primo tenente e, superati gli esami necessari, fu ammesso all'Accademia Militare di Torino all'inizio del 1892.
Il 2 agosto 1894 Kolev fu promosso capitano e tornò in Bulgaria dopo essersi laureato con successo in Italia. Poco dopo, fu assegnato come ufficiale allo stato maggiore dell'esercito bulgaro e tenne lezioni di storia militare agli ufficiali della scuola di cavalleria. Su sua iniziativa, i più giovani ufficiali di cavalleria seguirono speciali corsi di cavalleria e furono organizzate le prime corse ippiche dell'esercito. Nel 1904 fu promosso tenente colonnello.

### Guerre balcaniche (1912-1913)
All'inizio della prima guerra balcanica, Kolev prestò servizio come capo di stato maggiore dell'area fortificata di Yambol e nel novembre 1912 fu temporaneamente capo di stato maggiore della Terza Armata. Durante la seconda guerra balcanica, prestò servizio come capo di stato maggiore della Quinta Armata.
Il 2 agosto 1915 Kolev fu promosso maggior generale.

### Prima guerra mondiale
Durante la prima guerra mondiale prestò servizio inizialmente come comandante della 10ª divisione di fanteria ma l'8 maggio 1916 fu trasferito al comando della 1ª divisione di cavalleria e pochi giorni dopo fu nominato ispettore generale della cavalleria. Questi provvedimenti furono presi dall'alto comando bulgaro come misure precauzionali contro un possibile attacco dell'esercito rumeno. In considerazione di ciò, il generale Kolev avviò alcune riforme alla divisione di cavalleria al suo comando: diede più attenzione allo stato fisico e morale dei soldati e dei cavalli, introdusse squadroni di mitragliatrici e aumentò il numero di cannoni nelle batterie della divisione a sei. Durante il mese di luglio, fu ordinato a Kolev e alla sua divisione di unirsi alla Terza Armata bulgara e di prendere posizione vicino alla frontiera della Dobrugia.
La Romania dichiarò guerra e invase l'Austria-Ungheria il 27 agosto 1916. La Bulgaria dichiarò a sua volta guerra alla Romania il 1º settembre e insieme alle altre potenze centrali diede inizio alla campagna di Romania. L'operazione fu affidata alla Terza Armata bulgara al comando del generale Stefan Toshev e del feldmaresciallo August von Mackensen. Al generale Kolev fu ordinato di assaltare insieme ad altre divisioni dell'esercito la fortezza di Turtucaia. La divisione iniziò le operazioni conquistando il villaggio di Kurtbunar il 2 settembre. Successivamente Kolev e la sua divisione difesero i villaggi di Kochmar e Karapelit da un contrattacco da parte della 19ª divisione rumena. Il contrattacco rumeno aprì alla possibilità da parte di Kolev di conquistare la città Dobrič, ma di fronte a questa minaccia il comandante della 19ª divisione ordinò l'evacuazione della città che fu poi occupata dalle forze bulgare. La battaglia per conquistare la fortezza di Turtucaia si risolse il 6 settembre in una vittoria bulgara.
Il 7 settembre la divisione di cavalleria di Kolev fu attaccata dall'artiglieria nemica e si aprì la possibilità di una sconfitta bulgara. Il generale decise perciò di agire, senza ordini diretti del generale Toshev, e assistette la 6ª divisione bulgara a Dobrič nell'omonima battaglia. Questa decisione si rivelò fondamentale nel prevenire una disastrosa sconfitta della Terza Armata. La 1ª divisione di cavalleria comandata da Kolev prese parte alla battaglia durante un momento critico e costrinse le forze russe e rumene a ritirarsi. In seguito a questa vittoria, le armate bulgare avanzarono e sconfissero nuovamente le forze rumene sulla linea difensiva che andava dal lago Oltina, per Cara-Omer e fino a Mangalia raggiungendo così la linea fortificata di Cobadin.
Il generale Kolev guidò la sua divisione nella prima battaglia di Cobadin, ma nonostante gli sforzi, l'esercito bulgaro fu costretto a sospendere l'attacco a causa dell'alto numero di soldati morti. La frenata dell'attacco delle potenze centrali permise agli ufficiali rumeni e a quelli russi di iniziare a preparare un contrattacco volto a distruggere la Terza Armata bulgara. Per giungere a questo obiettivo gli alleati avevano a disposizione 124 battaglioni di fanteria, 89 batterie di artiglieria e 31 squadroni di cavalleria che avrebbero dovuto attaccare le linee difensive bulgare mentre la Terza Armata rumena attraversava il Danubio a Flămânda. I bulgari riuscirono a consolidare il fronte posizione con l'aiuto della 25ª divisione ottomana e con quella del generale Kolev che conquistò i villaggi di Amzacea e Perveli (ora Moşneni) il 24 settembre.
Grazie alle sue azioni e al suo modo di comandare, Kolev fu presto rispettato dai suoi superiori e il 30 settembre 1916 il feldmaresciallo August von Mackensen si presentò al quartier generale della 1ª divisione di cavalleria per assegnargli personalmente la Croce di ferro tedesca a nome del kaiser Guglielmo II. Il feldmaresciallo, lui stesso un cavaliere, elogiò le azioni del generale Kolev come prova che la cavalleria era ancora in grado di battere la fanteria in battaglia nonostante le varie opposizioni di alcuni generali tedeschi. Mackensen aggiornò il generale sull'attesa offensiva rumena e russa e consigliò di agire «sempre in avanti e di lato». Più tardi, sempre quel giorno, il quartier generale della Terza Armata bulgara confermò gli avvertimenti del feldmaresciallo e inviò rinforzi alla divisione di cavalleria comandata da Kolev.
Il 1º ottobre l'esercito rumeno e l'esercito russo iniziarono l'offensiva attesa attaccando la 25ª divisione ottomana e la 1ª divisione di cavalleria bulgara. Il generale Kolev riuscì ancora una volta a difendere con successo le posizioni conquistate durante l'attacco sferrato da una divisione di fanteria rumena supportata da una divisione di cavalleria russa. Nonostante i loro sforzi e la superiorità numerica, i rumeni e i russi non riuscirono a vincere durante la battaglia di Amzacea lasciando così l'iniziativa nelle mani dei bulgari e dei loro alleati. Per una decina di giorni durante i pesanti combattimenti, il generale Kolev rimase in prima linea in battaglia, spesso in trincea con i suoi soldati, dove fu esposto a forti piogge e basse temperature che iniziarono a nuocere alla sua salute.
Il 19 ottobre, le potenze centrali iniziarono il secondo tentativo decisivo di rompere la linea fortificata alleata di Cobadin. L'ala destra delle forze armate aveva il compito di sferrare il colpo decisivo, ma l'assalto iniziale ottenne poco. Solo la divisione di cavalleria del generale Kolev, rinforzata da unità di fanteria, ottenne ancora una volta un successo di poco maggiore. Fu in questa difficile situazione che la cavalleria dimostrò il vantaggio della sua mobilità e riuscì a superare il pesante fuoco nemico il 20 ottobre. Sfondando la principale linea difensiva, il generale Kolev respinse rumeni e russi verso l'importante villaggio di Topraisar. Questo fatto insieme al successo dell'ala sinistra delle forze delle potenze centrali resero insostenibili il fronte alleato e presto gli alleati iniziarono una ritirata generale. Di sua iniziativa, il generale Kolev iniziò ad inseguire le divisioni in ritirata, risultando vittorioso a Constanza ed entrando nell'importante porto. Questi successi consentirono alla Terza Armata bulgara di avanzare di circa 80 chilometri e di portare il fronte sulla parte più stretta della Dobrugia, tra il Danubio e il Mar Nero, il che a sua volta permise al feldmaresciallo Mackensen di concentrarsi sull'attraversamento del fiume a Svishtov e sulle operazioni contro Bucarest che dovevano essere effettuati in collaborazione con la 9ª armata tedesca.
A novembre, la divisione di cavalleria dovette subire alcune modifiche strutturali ordinate dal nuovo comandante della Terza Armata, il generale Stefan Nerezov, modifiche a cui si oppose Kolev. Nonostante la riduzione delle sue dimensioni, tuttavia, la divisione continuò a combattere in Dobrugia e terminò la campagna il 4 gennaio 1917 con la cattura di Tulcea. Le condizioni di salute di Kolev iniziarono però velocemente a peggiorare e lo portarono a rinunciare al comando della sua divisione il 10 marzo 1917.
Il 28 luglio 1917 Ivan Kolev fu promosso tenente generale mentre era curato in Austria. Le cure però non migliorarono la sua salute e la malattia contratta si rivelò fatale il 29 luglio, quando morì a Vienna. Successivamente alla sua morte, il suo corpo fu riportato in Bulgaria e sepolto a Sofia.
Il cavallo preferito del generale Kolev, Pirin, con il quale combatté durante i quattro mesi della campagna di Dobrugia, divenne una leggenda nell'esercito e continuò a prestare servizio fino al 21 maggio 1925 quando fu pensionato a causa della sua vecchiaia (aveva allora 15 anni).
Oggi al generale Kolev sono dedicati due villaggi nella Dobrugia meridionale e numerose strade in diverse città bulgare che portano il suo nome.